# Northrop YC-125 Raider

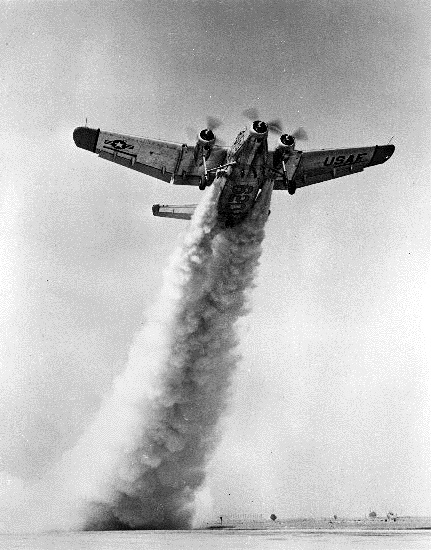
Een YC-125 voert een JATO-start uit

De Northrop YC-125 Raider was een Amerikaans militair transportvliegtuig ontwikkeld na de Tweede Wereldoorlog en gebruikt door de USAF tussen 1950 en 1955.
De Raider was bedoeld als tactisch transportvliegtuig dat gebruik kon maken van korte, onverharde landingsbanen. Het toestel werd ontwikkeld uit de Northrop N-23 Pioneer, het eerste civiele ontwerp van Northrop na de Tweede Wereldoorlog. De Pioneer was een verkeersvliegtuig dat tot 36 passagiers of vijf ton vracht kon vervoeren. Maar omdat de markt overspoeld werd door goedkope ex-militaire surplustoestellen was er geen vraag naar de Pioneer. Het enige exemplaar stortte neer in 1947. De Amerikaanse luchtmacht had echter wel interesse in een dergelijk toestel en bestelde in 1948 23 exemplaren, met de aanduiding C-125 Raider. Hiervan waren 13 toestellen bestemd voor troepentransport, aangeduid als C-125A Raider, en 10 voor reddingswerk in de Noordpoolstreek, aangeduid als C-125B Raider.
De Raider was een hoogdekker aangedreven door drie Wright R-1820-99 Cyclone stermotoren. Bij het opstijgen kon het uitgerust worden met JATO-raketten waarmee het op minder dan 150 m kon opstijgen.
De eerste toestellen werden geleverd in 1950. In dienst werden ze aangeduid als YC-125. Al snel bleek dat de luchtmacht het toestel niet nodig had; haar taak werd reeds uitgevoerd door helikopters en door de Fairchild C-123. De meeste Raiders gingen van de fabriek rechtstreeks naar technische scholen waar ze als niet-vliegende lestoestellen werden gebruikt. In 1955 werden ze uit dienst genomen. Na deze korte carrière werden de meeste exemplaren gekocht door een firma in Florida die ze aan kleine luchtvaartmaatschappijen in Midden- en Zuid-Amerika doorverkocht.
Momenteel worden nog twee Raiders bewaard in musea in de Verenigde Staten: een in het Pima Air & Space Museum in Tucson (Arizona) en een in het National Museum of the United States Air Force in Dayton (Ohio).